# Шлехт, Раймунд
Раймунд Шлехт (нем. Raymund Schlecht; 11 марта 1811, Айхштетт, Средняя Франкония — 24 марта 1891, Айхштетт, Королевство Бавария) — немецкий священник, педагог, писатель
, искусствовед, историк музыки.

## Биография
С 1829 года обучался в лицее в Регенсбурге. Изучал математику, физику, богословие и восточные языки. В 1833 году поступил в духовную семинарию в Айхштетте и в августе 1834 года был рукоположён в священники.
После непродолжительной пастырской деятельности в 1836 году был назначен префектом и первым учителем недавно основанного семинара школьных учителей Верхнего Пфальца в Айхштетте, а в 1838 году стал его директором. Работал здесь до выхода на пенсию в 1868 году. В 1846 году основал собственную школу-семинарию, чтобы дать будущим учителям возможность практиковать преподавание.
Занимался исследованиями в области музыковедения и литургики. В частности, посвятил себя восстановлению первоначального стиля григорианского пения.
Исследовал невменную нотацию.
Помимо музыковедческой работы, занимался церковно-музыкальной подготовкой учителей.

## Избранные труды
- «Kleine Raumlehre» (Айхштетт, 1846);
- «Officium für die Charwoche und Weihnachten mit deutschen Rubriken» (Нердлинген, 1843; 6-е изд., 1883);
- «Vesperale» (ib., 1852);
- «Gradualia et Offertoria de Communi Sanctorum» (ib., 1853);
- «Denk- und Sprachlehre» (ib., 1856);
- «Geschichte der Kirchenmusik, zugleich Grundlage zur vorurtheilsfreien Beantwortung der Frage, Was ist echte Kirchenmusik» (Регенсбург, 1871).